# Томашов Любелски
Тома̀шов Любѐлски или Тома̀шув Любѐлски (на полски: Tomaszów Lubelski) е град в Югоизточна Полша, Люблинско войводство. Административен център е на Томашовски окръг, както и на селската Томашовска община, без да е част от нея. Самият град е обособен в самостоятелна община с площ 13,29 км2.

## География
Градът се намира в историческата област Червена Рус. Разположен е на 42 километра югоизточно от Замошч, на 54 километра от границата с Украйна и на 119 километра северозападно от Лвов.

## История
Селището получава градски права през 1621 година от Томаш Замойски, канцлер на Жечпосполита.
В периода (1975-1998) е част от Замойското войводство.

## Население
Населението на града възлиза на 19 802 души (2010). Гъстотата е 1489,99 души/км2.

## Личности
Родени в града
- Мариуш Град – политик
- Марек Зуб – футболист и треньор
- Марек Каспшик – актьор
- Марчин Кравчик – актьор
- Йежи Левчински – фотограф
- Станислав Обирек – теолог
- Йоанна Пакула – актриса
- Леон Пинскер - лекар, пионер на ционизма